# Герб Хрустального
Герб Хруста́льного — офіційний символ міста Хрустальний Луганської області. Герб міста було затверджено 15 вересня 1994 р. рішенням № 11 сесії міської ради.

## Опис
На лазуровому полі срібне сонце з шістнадцятьма променями, у центрі якого — зображення шахтних териконів, копра і срібної шестерні. У шестерні — срібна цифра 1895. На червоній главі щита — срібний напис «ХРУСТАЛЬНИЙ».

## Символіка
Гірські символи розповідають про виникнення поселення як шахтарського селища Криндачівка, а також підкреслюють основну промислову галузь міста.

## Історія

### Герб радянського часу

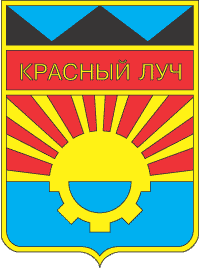
Герб радянського періоду

У радянські часи існував інший герб, затверджений у 1978 р.
Щит перетятий чотири рази. На першій лазуровій частині — три чорних терикони. На другій червоній — золота назва міста російською мовою. На третій лазуровій — золоте сонце, що сходить. На четвертій лазуровій — золота половина шестерні.